# Hatsuse
El Hatsuse (初瀬?) fue el segundo acorazado pre-dreadnought de la clase Shikishima construido para la Armada Imperial Japonesa. Al igual que los primeros buques de guerra de Japón, fue diseñado y construido en el Reino Unido. Participó en las primeras etapas de la guerra ruso-japonesa, entre ellas la batalla de Port Arthur del 8 de febrero de 1904, como el buque insignia de la 1.ª Flota. El Hatsuse estuvo presente en diversas acciones hasta que el 15 de mayo de 1904 golpeó dos minas en las aguas de Port Arthur. La segunda mina detonó uno de sus almacenes de munición y el buque se hundió casi inmediatamente después, falleciendo más de la mitad de su tripulación.